# 莫羅濟夫卡 (舊康斯坦丁諾夫區)
49°36′53″N 27°17′0″E / 49.61472°N 27.28333°E
莫羅濟夫卡（烏克蘭語：Морозівка）是位於烏克蘭西部的村莊，由赫梅利尼茨基州裡赫梅利尼茨基區的米羅柳布內市鎮負責管轄。該村始建於1593年，面積1.88平方公里，海拔高度298米，2001年人口451。